# 셀리턴
셀리턴(CELLRETURN Inc.)은 대한민국의 중소기업으로 인천 남동구 남동서로 237에 위치하고 있으며, 
헬스&뷰티 디바이스, 화장품 등를 연구 개발하여 제조.유통하는 기업이다. 발모제를 개발하여 두피에 침투시키기 위한 방법을 모색하다 근적외선이 모공을 열어주고 혈액순환에 도움이 된다는 사실에 2011년부터 LED연구를 시작한 후 피부에 적합한 파장을 적용해 2014년 LED마스크 최초로 1세대를 출시하면서 LED마스크 시장을 개척한 브랜드로 유명하며 1000억원 이상의 매출을 기록하여 경제 언론인들 사이에서 화제가 되었다.
이후 LED 마스크 제품을 지속적으로 업그레이드 하여 식약처 인증 피부질환 치료 의료기기와 FDA승인 2종등 현재 5세대 버전까지 LED마스크에서 에르메스로 평가받는 독보적인 위치를 점하고 있으며, 탈모에 관한 연구와 제품개발에만 60억이 넘는 투자를 하여 헬멧형과 자면서 탈모가 케어되는 알파레이s는 획기적인 제품으로 평가받고 있으며 세계 최초로 근적외선과 원적외선이 동시에 조사되는 반신욕을 대신하는 웨어로즈, 목주름을 케어해주는 넥클레이(의료기기), 산학협동으로 구강건조에 효과적인 침샘자극기, 최근에는 병원에서 통증 치료기로 사용되는 PEMF 기기를 가정용으로 개발한 익스럭스를 출시해 소비자들에게 큰 호응을 받는 것으로 알려져 있다.
셀리턴은 기존에 만들어진 시장에 진입하는 것 보다 새로운 시장을 개척하는데 가치를 우선하는 것으로도 정평이 나있다.
CELLRETURN은 
세포를 뜻하는 ‘CELL’과 되돌리다라는 뜻의 ‘RETURN’으로 이루어진 워드 마크는 사람의 옆모습을 형상화한 심볼마크와 함께 어우러져 노화되어 가는 세포를 정상세포로 되돌려 건강과 아름다움을 추구하는 셀리턴만의 아이덴티티를 표현하고 있다.
미션은 '인류의 건강과 아름다움을 위해 존재하는 기업 셀리턴'

## 연혁
• 2008 회사 설립
• 2008 발모제 개발 
• 2011 법인전환
• 2014 셀리턴 LED 마스크 1세대 버전 출시
• 2016 셀리턴 LED 마스크 2세대 버전 출시
• 2017 셀리턴 LED 마스크 3세대 프리미엄 출시
• 2018 셀리턴 기술연구소 설립
• 2018 유효파장 출력을 위한 LED 모듈 특허 등록
• 2019 인천 남동구 사옥 이전
• 2019 셀리턴 헤어알파레이 출시
• 2019 셀리턴 넥클레이 출시
• 2019 셀리턴 LED 마스크 4세대 플래티넘 출시
• 2020 의료기기제조업 허가 취득
• 2020‘LED마스크의 피부 개선 효과와 안전성’ 연구결과 SCIE급 해외 저널 등재
• 2020 넥클레이MD 피부질환치료기 의료기기 허가 획득
• 2020 인천에서 가장 아름다운 공장 어워드, 혁신성장 부문 수상
• 2021 셀리턴 웨어로즈 출시
• 2021 셀리턴 웨어로즈 플러스 출시 
• 2021 셀리턴, 영국 코스모폴리탄 선정 최고의 LED마스크 수상 
• 2021 셀리턴, 나눔명문기업 가입 
• 2021 셀리턴 김일수 대표 아너소사이어티 회원 가입 
• 2021 셀리턴 두피관리기기 알파레이S 출시 
• 2022 셀리턴 LED 마스크 플래티넘 MD, FDA승인 
• 2022 셀리턴 넥클레이 플러스 출시 
• 2023 셀리턴 LED 마스크 익스클루시브 MD, FDA승인 
• 2023 셀리턴 웨어로즈 플렉서블 출시 
• 2023 셀리턴 구강건조 케어기기 오랄부스트 출시 
• 2024 셀리턴, 홈케어기기 익스럭스(EXLUX) 출시 
• 2024 셀리턴 LED 마스크 5세대 버전 출시 

## 주요제품
셀리턴은 뷰티기기와 의료기기, 화장품을 제조 및 판매하고 있다. 페이스케어, 바디케어, 넥케어, 두피케어, 뷰티케어, 의료기기로 구분되어 시리즈 제품으로 구성되어 있습니다.

### 1- LED 마스크
기존 화장품을 바르고 간편하게 마스크를 쓰기만 하면 피부과 피부관리실을 가지 않고도 투명한 피부를 만들어 준다는 목적으로 개발된 셀리턴 LED마스크는 한번만 사용해도 화장이 잘먹고 일주일이면 내가 알고 3주면 남들이 알아본다는 '오직 효과만을 고집합니다'란 슬로건이 말해주 듯 그동안 35만대 이상 판매로 시장에서 검증을 받은 제품으로 특히 일반적인 기기에는 없는 블루파장을 특화해 여드름, 아토피, 예민한 피부, 문제성 피부등에 효과가 있는것으로 알려져 있다.
LED마스크로는 유일하게 블루파장 단독으로 단국대병원에서 인체적용시험을 통해 효과와 안전성을 검증 받기도 했으며, LED마스크 최대 80여 건 이상의 인체적용 시험을 통해 신뢰를 쌓았으며, 이로 인해 10년 이상 LED마스크 시장을 선도해온 브랜드로서의 위상을 공고히 하고 있으며, 지속적인 연구와 혁신을 통해 글로벌 시장에서도 독보적인 위치를 차지하고 있다.
2018년 LED마스크의 열풍으로 국내에서 70여개의 업체가 진입하여 시장이 과열되었고 2019년 LED마스크 과대광고 논란 이후 국내에서는 LED마스크 시장이 침체의 늪으로 빠지기 시작했으며 대부분의 회사는 재고 정리를 하고 있는 상황이나 시장에서 유일하게 버팀목으로 자리해온 셀리턴은 글로벌 진출로 활로를 모색하며 LED마스크에서는 독보적인 위치를 자리하고 있다.
인천공항 싱가포르 항공 VIP라운지에 셀리턴 디스플레이존을 별도로 운영하는등 프리미엄 브랜드로서 위상을 확고히 하고 있다.
* 관련 기사 : ‘LED 마스크’ 셀리턴 플래티넘 MD, 의료기기 허가
* 관련 기사 : 셀리턴, 라이트테라피 ‘LED 마스크 플래티넘 MD’ 미국 FDA 승인
* 관련 기사 : 셀리턴, ‘LED마스크 익스클루시브 MD’ FDA 승인

### 2 - 헤어알파레이(두피관리기)
헤어알파레이는 탈모 개선 및 두피 안티에이징을 위한 제품으로 2중 근적외선과 RED LED로 두피 및 탈모를 개선해주는 것이 특징으로 무의미한 파장을 없애고 두피에 좋은 근적외선만을 두피 깊이 침투시켜 근본적인 효과를 보이며, 특히 스트레스와 노화, 유전 등에 나타나는 탈모 뿐만 아니라 가렵고 건조한 두피도 케어 가능하다.
또한 제품의 우수한 기술력 외 사용자 편의 향상을 위한 다채로운 시스템도 적용돼 있다. 두피 상태에 따라 파워·노말·소프트 모드를 선택해 이용할 수 있고, 별도 컨트롤러 없이 간단한 무선 터치로 제품을 가동할 수 있다. 터치와 함께 각 모드 별 음성도 지원된다.
* 관련 기사 : 탈모 예방 위해 두피관리 필수… 셀리턴 헤어 전용 디바이스 ‘알파레이’ 관심
* 관련 기사 : 건강한 두피가 머리숱을 결정한다…셀리턴 '알파레이'로 효과적인 두피케어 인기

### 3 - 넥클레이
넥클레이는 'LED 모듈 특허’를 적용시킨 제품으로 360도 전체를 감싸는 디자인으로 목 전체 케어가 가능하다. 넥클레이는 목 피부에 닿지않고 일정거리에서 LED빛을 조사하여 안전하게 라이트테라피를 할 수 있는 것이 특징으로 제품은 적외선과 적색광, 총 306개의 LED가 제품 전체에 균일하게 장착되어 탄탄한 넥라인을 위한 케어를 돕는다.
또한 전자파 안전인증 및 유해물질 미검출 등 안전성을 더했으며 하이앤드 모델인 넥클레이플러스는 청색광을 더한 459개의 LED로 구성되어 레드모드,블루모드,핑크모드 3가지 모드를 지원한다.
넥클레이MD는 개인용조합자극기 형태의 3등급 의료기기로 적색광(RED LED)과 적외선(IR LED)을 사용해 피부질환 치료, 근육통 완화의 효과를 얻을 수 있는 홈케어 LED 디바이스다.
* 관련 기사 : 넥케어 고민? 목피부관리 ‘셀리턴 넥클레이’ 주목 받아
* 관련 기사 : 셀리턴, 넥클레이 MD 식약처 3등급 의료기기 허가 획득

### 3 - 웨어로즈
웨어로즈는 근적외선&원적외선이 동시에 조사하는 헬스케어 기기로 휴대성이 있어 어디서나 편하게 사용 가능하다. 또한 국립전파연구원에서 전자파안전성을 입증 받고 전자파 차단효과가 좋은 은나노 탄소발열체를 사용해 더욱 안심할 수 있다.
웨어로즈는 엉덩이가 닿는 방석형태의 본체와 분리형 Y패드를 통해 하복부 깊이 복사열을 전달하여 반신욕기의 효과를 제공한다. 침대에서도 사용이 가능하여 잠들기 전 가장 편안한 상태로 반신욕 하는 기분을 낼 수 있다.
웨어로즈 플러스는 하드웨어를 전면 업그레이드하여 내장 LED를 260개에서 380개로 46%가량 늘리고 더욱 효과적인 바디케어를 위해 본체 중앙에 LED를 집중 배열한 것이 특징이다. 또한 기존 웨어로즈는 온열 효과를 서서히 느낄 수 있었다면, 웨어로즈 플러스는 각 모드별 온도 도달 시간을 5분으로 단축시켜 더 빠르고 더 길게 온열 효과를 느낄 수 있다.
* 관련 기사 : 셀리턴, "웨어로즈로 부모님께 따뜻한 온기를 선물하세요"
* 관련 기사 : 셀리턴, '웨어로즈 플러스' 바디케어기기 출시

### 4 - 익스럭스
익스럭스는 펄스전자기장(PEMF, Pulsed Electromagnetic Field)을 통해 깊은 곳까지 생체 전류를 전달하여 근육 및 신경의 운동을 돕는 원리로 통증을 개선할 수 있는 가정용 홈케어 기기다. 
착용하거나 피부에 패드를 부착하는 다른 마사지 기기들과 달리 인체 공학적으로 고안된 핸들을 신체 부위에 가져다 대는 간단한 사용법으로 남녀노소 누구나 안전하고 편안하게 사용할 수 홈케어 마사지 기기다.
익스럭스는 신체를 일정 압력으로 두드리거나 가압하는 일반적 방식과 달리, 전자기장을 인체에 전달해 근육 조직을 자극하여 활성화하는 방식으로 근육이나 관절이 약한 노년층도 안전하게 사용할 수 있다. 전자기장 에너지가 최대 100mm 깊이까지 전달되어 두꺼운 옷을 입어도 근육 세포를 자극하여 뭉치거나 결리는 부위를 효과적으로 케어한다. 마사지패널을 원하는 부위에 대고 사용하는 단순한 조작법으로 신체 컨디션에 맞춰 3가지 모드와 5가지 강도로 파워를 조절할 수 있어 기기에 어려움을 느끼는 이도 쉽게 사용할 수 있다.
* 관련 기사 : 싱가포르항공, VIP 라운지에 셀리턴 익스럭스 도입
* 관련 기사 : 셀리턴, 중국 심양전시회서 '익스럭스'와 LED 마스크 소개

### 5 - 알파레이S
알파레이S는 기존 두피관리기의 상징이었던 헬맷 모양 디자인에서 벗어나 누워서도 편하게 사용할 수 있는 디자인으로 고안됐다.
이와 관련 업계에서는 알파레이S를 차세대 두피관리기로 부르는 등 출시 전부터 많은 관심을 받고 있으며, 알파레이S는 상부와 하부가 나뉜 모양으로 레드파장과 근적외선이 머리 전체를 조사할 수 있도록 설계됐다. 착용하고 벗는 수고로움 없이 베개 위쪽에 두고 잠자리에서도 사용 가능한 게 장점이다. 음성인식을 통해 버튼을 누르지 않고 전원을 켜고 끌 수 있는 등 사용성도 높인 제품이다.  
* 관련 기사 : 셀리턴, 차세대 두피관리기 '알파레이S' 출시 
* 관련 기사 : 가을철, 머리카락을 사수해야 하는 이유 '헤어 디바이스 어디까지 왔니?' 

### 6 - 오랄부스트
오랄부스트는 입안이 마르는 구강건조 증상으로 일상생활에 불편을 느끼는 이들을 돕고자 제작된 국내최초 구강건조 완화용 홈케어 LED기기다.
오랄부스트는 근적외선 파장을 이용한 구강케어 기기로 자사의 라이트테라피 기술력을 바탕으로 구강건조를 케어한다. 근적외선은 피부 깊숙히 침투하여 세포를 활성화시키고 혈관 내 노폐물 배출등의 효과가 있어 다양한 치료에 활용된다. 실제 구강건조 동물 모델에서 LED광조사에 의해 침 분비량이 유의적으로 증가함을 확인된 제품이다.
* 관련 기사 : 셀리턴, 구강건조 케어기기 ‘오랄부스트’ 출시 

## 셀리턴 기술력
LED 뷰티&헬스케어 전문업체로써 세계에서 유일하게 ‘광 스펙트럼 측정기’를 자체 보유한 회사다.
독보적인 라이트 컨트롤 테크놀러지로 피부에 유효한 LED 파장을 촉진시켜 출력을 전달하는 LED 모듈 특허 취득으로 특화된 셀리턴만의 기술 5가지가 가장 큰 특징이다.
1) 소재 투과율 분석
2) 심차원 지향각 분석
3) 파장 값 유효성 분석
4) 피크 파장별 광 효율 분석
5) LED 모듈 패키지을 통해 세밀하게 컨트롤된 LED 빛으로 유효한 효과 등을 전달

## 특허 및 인증
셀리턴은 LED 마스크 등 자사 LED 뷰티 디바이스에 적용된 '유효 파장 출력 촉진을 위한 LED 모듈'과 관련해 미국과 일본에서 해외 특허를 획득했다. 해외 특허를 획득한 LED 모듈은 유해한 전자파를 흡수시킬 수 있는 이중 흡수층으로 구성되어 있어 피부에 유익한 유효 파장의 출력을 촉진하는 것이 특징이다. LED(발광다이오드,Light-Emitting Diode)는 LED 마스크의 품질 및 효과를 높이는 핵심 부품으로, LED 마스크의 유효 파장과 관련한 특허를 획득한 것은 국내 LED 마스크 업계에서는 셀리턴이 유일하다. 특허80여건 상표,디자인등 지적재산권은 350여건에 이른다.
셀리턴의 공장은 인천시 남동공단 내 위치해 있다. 뷰티기기와 의료기기를 생산한다. 셀리턴 공장은 인천시 가장 아름다운공장으로 선정된 바 있다. 2020년 의료기기제조업 허가를 받았고, 공장시설은 의료기기 GMP 적합 인증을 받았다. 이밖에도 해외 수출을 위한 국제 표준 의료기기 품질 경영시스템인 ISO 13485 인증을 획득했다.